# اينستكس
آلية دعم التبادل التجاري (بالإنجليزية: Instrument in Support of Trade Exchanges)‏، واختصاراً اينستكس (بالإنجليزية: INSTEX)‏، هي آلية مالية خاصة (SPV) أسستها ألمانيا وفرنسا وبريطانيا في 31 يناير 2019 لتسهيل التبادل التجاري مع ايران بعملة غير الدولار. يقع مقر الشركة في باريس، فرنسا، ويرأسها المصرفي الألماني بير فيشر المدير السابق لكومرتس بنك، بين عامي 2003 و 2014. في مايو 2019، اقتصر استخدام آلية دعم التبادل التجاري على السلع الإنسانية؛ مثل شراء الأغذية أو الأدوية المحظورة.
في 11 فبراير 2019، قال نائب وزير الخارجية الروسي سيرجي ريابكوف أن بلاده ستسعى للمشاركة الكاملة في الآلية المشتركة لتسوية الحسابات المالية مع إيران، اينستكس.

## الخلفية
في 14 يوليو 2015 توصلت الدول الاعضاء في مجموعة 5+1 مع إيران إلى اتفاق بشأن البرنامج النووي الإيراني يشمل تقليص النشاطات النووية الإيرانية مقابل رفع العقوبات الاقتصادية الدولية المفروضة عليها. لكن في يوم الثامن من مايو عام 2018 اعلنت الولايات المتحدة انسحابها من الاتفاق، على رغم من ان التقارير التي اصدرتها الوكالة الدولية للطاقة الذرية اكدت على التزام إيران الكامل بالاتفاق النووي.
وقد استأنفت الولايات المتحدة منذ ذلك الحين عقوباتها التي تم تعليقها نتيجة التوصل إلى هذه الصفقة ووسعتها.
من جانبها، عارضت الأطراف الأخرى في الصفقة، الخروج الأمريكي من الاتفاق وتسارعت إلى الرد، حيث أعربت فرنسا وبريطانيا وألمانيا أسفها بشأن القرار الأمريكي فيما أكدت روسيا والصين التزامهم بالاتفاق النووي.
أعادت الإدارة الأمريكية العقوبات الاقتصادية على إيران على مرحلتين في أغسطس ونوفمبر من العام نفسه. طالبت إيران الدول الأوروبية المشتركة معها في الاتفاق بتعويض إيران عن خسائرها بعد الانسحاب الأميركي من خلال تنفيذ التزاماتهم، وتمكينها من مواصلة التجارة مع العالم الخارجي.
وقد هددت بالخروج تدريجياً من هذا الاتفاق، ان لم يساعدها على الالتفاف على العقوبات الأميركية.

## آلية اينستكس
في 31 يناير 2019 أنشأت كل من ألمانيا وفرنسا وبريطانيا آلية مالية للدفع مع إيران، أطلق عليها اسم “إينستكس” وهو اختصار لـ”أداة دعم التبادلات التجارية”. وقد تهدف هذه الآلية إلى الحفاظ علي الاتفاق النووي مع إيران عن طريق ايجاد قناة مالية توفر الإمكانية للشركات الصغيرة والمتوسطة لحفظ القنوات المالية المتعارف عليها مع إيران. وقد تكون هذه الآلية قائمة على نظام المقايضة للبضائع أو المدفوعات، وإجراء المعاملات التجارية بعملات غير الدولار. وبذلك يتم تجنب العقوبات الأمريكية المفروضة على إيران. ذكرت صحيفة وول ستريت جورنال بأن «الدول الثلاث تحاول من خلال تأسيس هذه القناة إنقاذ الاتفاق النووي بعد خروج الولايات المتحدة منه».
وفقًا للمسؤولين الأوروبيين إينستكس ستغطي فقط السلع الإنسانية كالغذاء والدواء في المرحلة الأولى إذا أصبحت جاهزة للعمل. إلا أنه وفقا للغارديان فإنها «آلية طموحة، وقد توسع مجالات التجارة الأوروبية - الإيرانية فيما بعد».
يقع مقر الشركة في باريس، فرنسا، ويترأسها المصرفي الألماني بير فيشر المدير السابق لكومرتس بنك، بين عامي 2003 و 2014.